# Championnat du monde des rallyes 1976
Navigation
1975 1977

## Épreuves
|                 |                          |                     |                       |
| Noir = Asphalte | Marron = Terre / Gravier | Bleu = Neige/ glace | Rouge = Surface mixte |

### Calendrier / Résultats
| Calendrier / Résultats du championnat du monde des rallyes 1976 | Calendrier / Résultats du championnat du monde des rallyes 1976 | Calendrier / Résultats du championnat du monde des rallyes 1976 | Calendrier / Résultats du championnat du monde des rallyes 1976 | Calendrier / Résultats du championnat du monde des rallyes 1976 | Calendrier / Résultats du championnat du monde des rallyes 1976 | Calendrier / Résultats du championnat du monde des rallyes 1976 |
| Manche                                                          | Rallye                                                          | Podium                                                          | Podium                                                          | Podium                                                          | Podium                                                          |                                                                 |
| Manche                                                          | Rallye                                                          | #                                                               | Pilote                                                          | Voiture                                                         | Temps                                                           |                                                                 |
| --------------------------------------------------------------- | --------------------------------------------------------------- | --------------------------------------------------------------- | --------------------------------------------------------------- | --------------------------------------------------------------- | --------------------------------------------------------------- | --------------------------------------------------------------- |
| 1                                                               | 44e Rallye Monte-Carlo (17-24 janvier)                          | 1                                                               | Sandro Munari                                                   | Lancia Stratos HF                                               | 6 h 25 min 10 s                                                 |                                                                 |
| 1                                                               | 44e Rallye Monte-Carlo (17-24 janvier)                          | 2                                                               | Björn Waldegård                                                 | Lancia Stratos HF                                               | 6 h 26 min 37 s                                                 |                                                                 |
| 1                                                               | 44e Rallye Monte-Carlo (17-24 janvier)                          | 3                                                               | Bernard Darniche                                                | Lancia Stratos HF                                               | 6 h 31 min 23 s                                                 |                                                                 |
|                                                                 |                                                                 |                                                                 |                                                                 |                                                                 |                                                                 |                                                                 |
| 2                                                               | 26e Rallye de Suède (20-22 février)                             | 1                                                               | Per Eklund                                                      | Saab 96 V4                                                      | 8 h 08 min 26 s                                                 |                                                                 |
| 2                                                               | 26e Rallye de Suède (20-22 février)                             | 2                                                               | Stig Blomqvist                                                  | Saab 96 V4                                                      | 8 h 10 min 02 s                                                 |                                                                 |
| 2                                                               | 26e Rallye de Suède (20-22 février)                             | 3                                                               | Anders Kulläng                                                  | Opel Ascona                                                     | 8 h 31 min 10 s                                                 |                                                                 |
|                                                                 |                                                                 |                                                                 |                                                                 |                                                                 |                                                                 |                                                                 |
| 3                                                               | 10e Rallye du Portugal (10-14 mars)                             | 1                                                               | Sandro Munari                                                   | Lancia Stratos HF                                               | 5 h 41 min 26 s                                                 |                                                                 |
| 3                                                               | 10e Rallye du Portugal (10-14 mars)                             | 2                                                               | Ove Andersson                                                   | Toyota Celica                                                   | 5 h 44 min 24 s                                                 |                                                                 |
| 3                                                               | 10e Rallye du Portugal (10-14 mars)                             | 3                                                               | Manuel Queirós Pereira                                          | Opel Kadett GT/E                                                | 6 h 26 min 37 s                                                 |                                                                 |
|                                                                 |                                                                 |                                                                 |                                                                 |                                                                 |                                                                 |                                                                 |
| 4                                                               | 24e Rallye Safari (15-19 avril)                                 | 1                                                               | Joginder Singh                                                  | Mitsubishi Lancer 1600 GSR                                      | +1 min 57 s pen                                                 |                                                                 |
| 4                                                               | 24e Rallye Safari (15-19 avril)                                 | 2                                                               | Robin Ulyate                                                    | Mitsubishi Lancer 1600 GSR                                      | 2 min 21 s pen                                                  |                                                                 |
| 4                                                               | 24e Rallye Safari (15-19 avril)                                 | 3                                                               | Andrew Cowan                                                    | Mitsubishi Lancer 1600 GSR                                      | 2 min 42 s pen                                                  |                                                                 |
|                                                                 |                                                                 |                                                                 |                                                                 |                                                                 |                                                                 |                                                                 |
| 5                                                               | 23e Rallye de l'Acropole (22-28 mai)                            | 1                                                               | Harry Källström                                                 | Datsun 160J                                                     | 8 h 43 min 14 s                                                 |                                                                 |
| 5                                                               | 23e Rallye de l'Acropole (22-28 mai)                            | 2                                                               | Tasos Livieratos                                                | Alpine-Renault A110 1800                                        | 8 h 48 min 38 s                                                 |                                                                 |
| 5                                                               | 23e Rallye de l'Acropole (22-28 mai)                            | 3                                                               | Shekhar Mehta                                                   | Datsun 160J                                                     | 9 h 09 min 53 s                                                 |                                                                 |
|                                                                 |                                                                 |                                                                 |                                                                 |                                                                 |                                                                 |                                                                 |
| 6                                                               | 19e Rallye du Maroc (22-27 juin)                                | 1                                                               | Jean-Pierre Nicolas                                             | Peugeot 504                                                     | 20 h 20 min 15 s                                                |                                                                 |
| 6                                                               | 19e Rallye du Maroc (22-27 juin)                                | 2                                                               | Simo Lampinen                                                   | Peugeot 504                                                     | 20 h 42 min 52 s                                                |                                                                 |
| 6                                                               | 19e Rallye du Maroc (22-27 juin)                                | 3                                                               | Sandro Munari                                                   | Lancia Stratos HF                                               | 21 h 38 min 38 s                                                |                                                                 |
|                                                                 |                                                                 |                                                                 |                                                                 |                                                                 |                                                                 |                                                                 |
| 7                                                               | 26e Rallye des 1000 lacs (27-29 août)                           | 1                                                               | Markku Alén                                                     | Fiat 131 Abarth                                                 | 4 h 10 min 18 s                                                 |                                                                 |
| 7                                                               | 26e Rallye des 1000 lacs (27-29 août)                           | 2                                                               | Pentti Airikkala                                                | Ford Escort RS1800                                              | 4 h 11 min 03 s                                                 |                                                                 |
| 7                                                               | 26e Rallye des 1000 lacs (27-29 août)                           | 3                                                               | Hannu Mikkola                                                   | Toyota Celica                                                   | 4 h 13 min 32 s                                                 |                                                                 |
|                                                                 |                                                                 |                                                                 |                                                                 |                                                                 |                                                                 |                                                                 |
| 8                                                               | 18e Rallye Sanremo (6-9 octobre)                                | 1                                                               | Björn Waldegård                                                 | Lancia Stratos HF                                               | 10 h 27 min 40 s                                                |                                                                 |
| 8                                                               | 18e Rallye Sanremo (6-9 octobre)                                | 2                                                               | Sandro Munari                                                   | Lancia Stratos HF                                               | 10 h 27 min 44 s                                                |                                                                 |
| 8                                                               | 18e Rallye Sanremo (6-9 octobre)                                | 3                                                               | Raffaele Pinto                                                  | Lancia Stratos HF                                               | 10 h 37 min 13 s                                                |                                                                 |
|                                                                 |                                                                 |                                                                 |                                                                 |                                                                 |                                                                 |                                                                 |
| 9                                                               | 20e Tour de Corse (6-7 novembre)                                | 1                                                               | Sandro Munari                                                   | Lancia Stratos HF                                               | 8 h 23 min 55 s                                                 |                                                                 |
| 9                                                               | 20e Tour de Corse (6-7 novembre)                                | 2                                                               | Bernard Darniche                                                | Lancia Stratos HF                                               | 8 h 24 min 12 s                                                 |                                                                 |
| 9                                                               | 20e Tour de Corse (6-7 novembre)                                | 3                                                               | Jean-Pierre Manzagol                                            | Alpine-Renault A310 V6                                          | 8 h 49 min 14 s                                                 |                                                                 |
|                                                                 |                                                                 |                                                                 |                                                                 |                                                                 |                                                                 |                                                                 |
| 10                                                              | 32e Rallye de Grande-Bretagne (22-26 novembre)                  | 1                                                               | Roger Clark                                                     | Ford Escort RS1800                                              | 6 h 02 min 26 s                                                 |                                                                 |
| 10                                                              | 32e Rallye de Grande-Bretagne (22-26 novembre)                  | 2                                                               | Stig Blomqvist                                                  | Saab 99 EMS                                                     | 6 h 07 min 03 s                                                 |                                                                 |
| 10                                                              | 32e Rallye de Grande-Bretagne (22-26 novembre)                  | 3                                                               | Björn Waldegård                                                 | Ford Escort RS1800                                              | 6 h 07 min 55 s                                                 |                                                                 |

## Classements

### Système de points en vigueur
| Attribution des points pour le championnat constructeur | Attribution des points pour le championnat constructeur | Attribution des points pour le championnat constructeur | Attribution des points pour le championnat constructeur | Attribution des points pour le championnat constructeur | Attribution des points pour le championnat constructeur | Attribution des points pour le championnat constructeur | Attribution des points pour le championnat constructeur | Attribution des points pour le championnat constructeur | Attribution des points pour le championnat constructeur | Attribution des points pour le championnat constructeur | Attribution des points pour le championnat constructeur | Attribution des points pour le championnat constructeur | Attribution des points pour le championnat constructeur | Attribution des points pour le championnat constructeur | Attribution des points pour le championnat constructeur | Attribution des points pour le championnat constructeur |
| 1er | 2e                                                      | 3e                                                      | 4e                                                      | 5e                                                      | 6e                                                      | 7e                                                      | 8e                                                      | 9e                                                      | 10e                                                     |                                                         |                                                         |                                                         |                                                         |                                                         |                                                         |                                                         |
| --- | ------------------------------------------------------- | ------------------------------------------------------- | ------------------------------------------------------- | ------------------------------------------------------- | ------------------------------------------------------- | ------------------------------------------------------- | ------------------------------------------------------- | ------------------------------------------------------- | ------------------------------------------------------- | ------------------------------------------------------- | ------------------------------------------------------- | ------------------------------------------------------- | ------------------------------------------------------- | ------------------------------------------------------- | ------------------------------------------------------- | ------------------------------------------------------- |
| 20 pts | 15 pts                                                  | 12 pts                                                  | 10 pts                                                  | 8 pts                                                   | 6 pts                                                   | 4 pts                                                   | 3 pts                                                   | 2 pts                                                   | 1 pts                                                   |                                                         |                                                         |                                                         |                                                         |                                                         |                                                         |                                                         |
| Seuls les points obtenus avec la voiture la mieux classé marque des points pour le constructeur. Si une marque place plusieurs voitures dans les points, les points des autres places que le meilleur résultat ne sont pas reversés pour un autre constructeur et ainsi ne sont pas comptabilisés. |                                                         |                                                         |                                                         |                                                         |                                                         |                                                         |                                                         |                                                         |                                                         |                                                         |                                                         |                                                         |                                                         |                                                         |                                                         |                                                         |

### Classement constructeurs
| 1  | Lancia               | 20 | 10 | 20 | -  | -  | 12 | -  | 20 | 20 | 10 | 112 |
| 2  | Opel                 | 10 | 12 | 12 | -  | 8  | -  | -  | 8  | 3  | 4  | 57  |
| 3  | Ford                 | 8  | -  | 4  | -  | -  | -  | 15 | -  | -  | 20 | 47  |
| 4  | Saab                 | -  | 20 | -  | -  | -  | -  | 8  | -  | -  | 15 | 43  |
| 5  | Datsun               | -  | -  | 6  | 4  | 20 | -  | 6  | -  | -  | 3  | 39  |
| 6  | Toyota               | -  | -  | 15 | -  | -  | -  | 12 | -  | -  | 8  | 35  |
| 7  | Fiat                 | 6  | -  | -  | -  | -  | -  | 20 | 6  | -  | -  | 32  |
| 8  | Peugeot              | -  | -  | -  | 10 | -  | 20 | -  | -  | 1  | -  | 31  |
| 9  | Alpine-Renault       | -  | -  | -  | -  | 15 | -  | -  | -  | 12 | -  | 27  |
| 10 | Mitsubishi           | -  | -  | -  | 20 | -  | -  | -  | -  | -  | -  | 20  |
| 11 | Porsche              | 4  | -  | -  | -  | -  | -  | -  | 2  | 8  | -  | 14  |
| 12 | Alfa Romeo           | 1  | -  | -  | 1  | 10 | -  | -  | -  | -  | -  | 12  |
| 13 | Citroën              | -  | -  | -  | -  | -  | 10 | -  | -  | -  | -  | 10  |
| 14 | Lada                 | -  | -  | -  | -  | 6  | -  | -  | -  | -  | -  | 6   |
| 14 | Renault              | -  | -  | -  | -  | -  | 6  | -  | -  | -  | -  | 6   |
| 16 | Volvo                | -  | 4  | -  | -  | -  | -  | -  | -  | -  | -  | 4   |
| 16 | BMW                  | -  | -  | -  | -  | 4  | -  | -  | -  | -  | -  | 4   |
| 18 | Mazda                | -  | -  | 3  | -  | -  | -  | -  | -  | -  | -  | 3   |
| 18 | Volkswagen           | -  | -  | -  | -  | 3  | -  | -  | -  | -  | -  | 3   |
| 20 | British Leyland Cars | -  | -  | -  | -  | -  | -  | -  | -  | -  | 2  | 2   |
| 21 | Wartburg             | -  | -  | -  | -  | 1  | -  | -  | -  | -  | -  | 1   |